# Георг Фоці
Георг Фоці (нім. Georg Vozi) — австрійський футболіст, що грав на позиції крайнього нападника. Відомий виступами у складі клубів «Адміра». Дворазовий чемпіон Австрії, володар кубка Австрії.

## Клубна кар'єра
У складі клубу «Адміра» (Відень) почав грати у сезоні 1920–1921. У першому ж сезоні закріпився в основному складі на позиції захисника, взявши участь в усіх 24-ох матчах чемпіонату. З сезону 1923-24 його основним партнером по лінії захисту був Антон Янда.
У 1927 році разом з командою здобув перший в історії клубу титул чемпіона Австрії. Несподіваним конкурентом «Адміри» у боротьбі за титул став клуб «Брігіттенауер». Перед останнім туром «Адміра» мала перевагу в одне очко, але суперникам випало грати між собою. Клуб упевнено переміг з рахунком 5:0 і здобув свій перший чемпіонський трофей. На рахунку Фоці 23 матчі у тому сезоні і один забитий м'яч. Влітку зіграв у обох чвертьфінальних матчах новоствореного кубка Мітропи, у яких австрійський клуб зустрічався з чехословацькою «Спартою». У першому матчі «Спарта» перемогла з рахунком 5:1, але у матчі-відповіді на 60-й хвилині уже «Адміра» перемагала 5:1. Втім, команді не вдалося розвинути чи хоча б втримати цей результат і наприкінці матчу чеські гравці зуміли забити два голи і пройти в наступний раунд.
Наступного сезону «Адміра» знову перемогла у чемпіонаті, випередивши на три очка «Рапід». У національній першості Георг зіграв 21 матчів. Також клуб здобув кубок Австрії. У фінальному поєдинку команда переграла «Вінер АК» з рахунком 2:1.
Влітку 1928 року клуб знову пробував свої сили у матчах кубку Мітропи. В 1/4 фіналу команда переграла чехословацьку «Славія» — 3:1, 3:3. У півфіналі «Адміра» в обох матчах поступилась майбутньому чемпіонові угорському «Ференцварошу» (1:2, 0:1).
Загалом грав у складі «Адміри» до 1930 року. Зіграв у національній першості 190 матчів.
У сезоні 1930—1931 перейшов у клуб «Флорідсдорфер», у складі якого зіграв лише 2 матчі.

## Виступи за збірну
У складі першої збірної Австрії Фоці не виступав. Натомість грав у складі збірної Відня. Дебютував у поєдинку проти збірної Кракова (0:0) у 1924 році. Вдруге зіграв за збірну міста у 1928 році, вивівши свою команду в ролі капітана на матч проти збірної Будапешта, що завершився розгромною перемогою австрійців з рахунком 8:2.

## Досягнення
- Чемпіон Австрії (2): 1927, 1928
- Володар кубка Австрії (1): 1928
- Срібний призер чемпіонату Австрії (2): 1929, 1930

## Статистика

### Статистика клубних виступів
| Клуб              | Сезон     | Чемпіонат | Чемпіонат | Кубок | Кубок | Кубок Мітропи | Кубок Мітропи | Всього | Всього |
| Клуб              | Сезон     | Матчі     | Голи      | Матчі | Голи  | Матчі         | Голи          | Матчі  | Голи   |
| ----------------- | --------- | --------- | --------- | ----- | ----- | ------------- | ------------- | ------ | ------ |
| «Адміра» (Відень) |           |           |           |       |       |               |               |        |        |
| 1920–1921         | 24        | 0         | ?         | 0     | -     | -             | 24            | 0      |        |
| 1921–1922         | 22        | 0         | 3         | 0     | -     | -             | 25            | 0      |        |
| 1922–1923         | 21        | 0         | 3         | 0     | -     | -             | 24            | 0      |        |
| 1923–1924         | 22        | 0         | 2         | 0     | -     | -             | 24            | 0      |        |
| 1924–1925         | 18        | 1         | 2         | 1     | -     | -             | 20            | 2      |        |
| 1925–1926         | 24        | 4         | 3         | 0     | -     | -             | 27            | 4      |        |
| 1926–1927         | 21        | 1         | 3         | 0     | -     | -             | 24            | 1      |        |
| 1927–1928         | 21        | 0         | 4         | 0     | 2     | 0             | 27            | 0      |        |
| 1928–1929         | 12        | 0         | 0         | 0     | 4     | 0             | 16            | 0      |        |
| 1929–1930         | 3         | 0         | 0         | 0     | -     | -             | 3             | 0      |        |
| Всього            | 190       | 6         | 22+       | 1     | 6     | 0             | 218           | 7      |        |
| «Флорідсдорфер»   | 1930–1931 | 2         | 0         | 0     | 0     | -             | -             | 2      | 0      |

### Статистика виступів у кубку Мітропи
| №                      | Розіграш               | Стадія                 | Дата та місце проведення | Команда 1              | Рахунок | Команда 2       | Голи |
| ---------------------- | ---------------------- | ---------------------- | ------------------------ | ---------------------- | ------- | --------------- | ---- |
| 1                      | 1927                   | 1/4                    | 14.08.1927 Прага         | Спарта (Прага)         | 5:1     | Адміра (Відень) |      |
| 2                      | 1927                   | 1/4                    | 21.08.1927 Відень        | Адміра (Відень)        | 5:3     | Спарта (Прага)  |      |
| 3                      | 1928                   | 1/4                    | 15.08.1928 Відень        | Адміра (Відень)        | 3:1     | Славія (Прага)  |      |
| 4                      | 1928                   | 1/4                    | 19.08.1928 Прага         | Славія (Прага)         | 3:3     | Адміра (Відень) |      |
| 5                      | 1928                   | 1/2                    | 9.09.1928 Відень         | Адміра (Відень)        | 1:2     | Ференцварош     |      |
| 6                      | 1928                   | 1/2                    | 16.09.1928 Будапешт      | Ференцварош            | 1:0     | Адміра (Відень) |      |
| Всього у кубку Мітропи | Всього у кубку Мітропи | Всього у кубку Мітропи | Всього у кубку Мітропи   | Всього у кубку Мітропи | 6       |                 | 0    |